# Dioxafetylbutyrat

Strukturformel för dioxafetylbutyrat.

Dioxafetylbutyrat, summaformel C22H27NO3, är ett smärtstillande och kramplösande preparat som tillhör gruppen opioider. Preparatet används inte som läkemedel i Sverige.
Substansen är narkotikaklassad och ingår i förteckningen N I i 1961 års allmänna narkotikakonvention, samt i förteckning II i Sverige.